# Bane (DC)
Bane is een fictieve superschurk uit de Batman-strips van DC Comics. Hij werd bedacht door Chuck Dixon, Doug Moench en Graham Nolan en maakte zijn debuut in januari 1993 in de eenmalige uitgave Batman: Vengeance of Bane.

## Achtergrond
Bane is een complex personage. In eerste instantie is hij een superschurk, maar soms hielp hij Batman juist met het verslaan van onder andere een paar drugsbaronnen. Bane is sinds zijn introductie een vast personage in veel andere Batman-media.

## Geschiedenis
Banes echte naam is niet bekend. Hij bracht de eerste jaren van zijn leven door in een beruchte gevangenis waar hij zijn vaders gevangenisstraf moest voortzetten. In de gevangenis begon hij te trainen en las zo veel mogelijk boeken. Toen hij nog maar acht jaar oud was maakte Bane zijn eerste slachtoffer.
Bane kroonde zichzelf uiteindelijk tot de koning van de gevangenis. Ondanks de omstandigheden waarin hij verkeerde wist hij veel te leren. De gevangenisbewakers ontdekten wat Bane aan het doen was, en dwongen hem om deel te nemen aan een experiment voor het uittesten van een drug genaamd Venom. Alle andere personen op wie dit was getest waren omgekomen door de gevolgen. Bane overleefde de behandeling wel, en het mengsel gaf hem bovenmenselijke kracht. Bane ontdekte al snel dat zijn lichaam nu afhankelijk was geworden van het Venom. Om de 12 uur moest hij een nieuwe dosis innemen via slangen die direct waren verbonden met zijn hersenen.
Jaren later ontsnapte Bane uit de gevangenis en kwam oog in oog te staan met Batman. Bane herkende in Batman de demonische vleermuis die hem al jaren achtervolgde in zijn nachtmerries. Bane putte Batman uit door veel van diens oude vijanden vrij te laten, en bevocht hem vervolgens zelf. In dit gevecht brak hij Batmans rug en was Batman gedwongen zijn carrière lange tijd op te geven.
Batman gaf zijn positie echter door aan Jean-Paul Valley, ook bekend als Azrael, die Bane wist te verslaan.
In de jaren erop heeft Bane Batman nog meerdere malen bevochten, maar de twee werkten ook weleens samen. Bane wist zijn verslaving aan Venom te overwinnen. Bane werd ook betrokken bij de League of Assassins, omdat Ra's al Ghul overwoog om hem met zijn dochter Talia te laten trouwen en hem tot zijn erfgenaam te maken. Dit vanwege zijn intelligentie. Het plan wekte afkeer op bij Talia die Banes intelligentie als beestachtiger dan die van haar geliefde Batman beschouwde. Uiteindelijk besloot Ra's echter alsnog dat Bane niet geschikt was.

## Krachten en vaardigheden
Bane is van nature al zo sterk als een man van zijn leeftijd en lengte maximaal kan zijn. Door de drug Venom kan hij zijn kracht nog verder vergroten naar bovenmenselijk niveau.
Bane is ook zeer intelligent, een goede vechter, strateeg en boeienkoning. Ook beheerst hij minstens zes talen.

## In andere media

### Films
- Bane werd gespeeld door worstelaar Jeep Swenson in de film Batman & Robin. In deze film was Bane een crimineel genaamd Antonio Diego die door een experiment met Venom in Bane werd veranderd. De Bane in deze film was echter niets meer dan een domme spierbundel (hij kon zelfs nauwelijks praten) die dienstdeed als bodyguard van Poison Ivy, en niet de intelligente schurk uit de strips. Fans van het personage noemden deze interpretatie van Bane een van de redenen dat de film flopte.
- Bane wordt gespeeld door acteur Tom Hardy in de film The Dark Knight Rises, het vervolg op The Dark Knight, hier speelt hij als de primaire antagonist. Zijn uiterlijk verschilt hierbij sterk van dat in de strips: in plaats van een volledig gezichtsbedekkend worstelmasker draagt Bane een mondstuk waardoor hij een verdovend middel inademt (in plaats van de Venom). Ook draagt hij een lange jas. Net als in de strips blijkt Bane ooit in een extreme gevangenis te hebben geleefd, waaruit ontsnappen vrijwel onmogelijk was. Ook slaagt hij erin om Batman ernstig rugletsel te bezorgen, waarna hij hem in dezelfde gevangenis achterlaat. Vervolgens veroorzaakt Bane met de League of Shadows chaos in Gotham door het hele politiekorps in de riolen op te sluiten en te dreigen dat er een atoombom zal afgaan als er ingegrepen wordt. Batman ontkomt echter uit de gevangenis en komt net op tijd terug om te voorkomen dat Bane de bom laat afgaan. In de climax van hun confrontatie blijkt dat Bane nooit zelf uit de gevangenis ontsnapt was, maar dat dit Talia al Ghul was, die in de gevangenis was geboren en door Bane in bescherming genomen was. Wanneer hij op het punt staat Batman te vermoorden, komt Selina Kyle er net aan en schiet op Bane met de motor van Batman, waardoor hij weg wordt geblazen en vermoedelijk sterft.
- Bane speelt mee in de animatiefilm Justice League: Doom.
- Bane verschijnt in LEGO-vorm in The Lego Batman Movie als korte rol. De stem van Bane werd ingesproken door Doug Benson. De Nederlandse stem van Bane werd ingesproken door Frans Limburg.

### Televisieseries
- Bane was een vijand van Batman in de animatieserie Batman: The Animated Series, en de spin-off The New Batman Adventures. Tevens deed hij mee in de animatiefilm Batman: Mystery of the Batwoman.
- Deze versie van Bane verscheen ook in de serie Batman of the Future, die zich 40 jaar na “The Animated Series” afspeelt. Hierin bleek dat Banes gebruik van de Venom op den duur tot verslaving leidde, net zo lang tot hij in een hulpeloos wrak veranderde dat zonder Venom niet meer in leven kon blijven.
- Bane dook ook op in de animatieserie The Batman, waarin hij net als veel andere schurken een nieuw uiterlijk kreeg.
- Bane werd in de live-action televisieserie Gotham geïntroduceerd als Eduardo Dorrance, een ex-militair die samem heeft gewerkt met James Gordon. Nadat blijkt dat Eduardo de reden is geweest voor een grote ontploffing in Gotham, komen James en Eduardo in een gevecht met elkaar terecht. Eduardo raakt ernstig gewond waardoor haar opdrachtgever, Nyssa al Ghul (eerder bekend als Theresa Walker), met hulp van Hugo Strange de venom stof in Eduardo's lichaam stopt. Eduardo, nu bekend als Bane, gaat hierna achter James Gordon en moordenaars van Nyssa's vader Ra's al Ghul, Barbara Kean en Bruce Wayne, aan. Uiteindelijk wordt Bane gestopt en gevangen genomen. Bane werd gespeeld door Shane West.

### Videospellen
- Bane verschijnt als een van de ontsnapten schurken uit het Asylum die Batman proberen tegen te werken in Batman: Arkham Asylum. Bane's stem werd ingesproken door Fred Tatasciore.
- Bane verschijnt in Batman: Arkham City in een zij-missie waarbij de Titan-bussen moeten worden vernietigd. Bane's stem werd tevens weer ingesproken door Fred Tatasciore.
- Bane komt voor in Batman: Arkham Origins. Bane is een van de ingehuurde moordenaars door de Joker vermomd als Black Mask. In het spel zien we Bane ontwikkelen in het karakter dat we zien in Arkham Asylum en City. Bane komt onder andere achter Batman's geheime identiteit, Bruce Wayne. Echter vergeet Bane dit later door het Venom wat door zijn lichaam heen gaat. Voor dit spel werd de stem van Bane ingesproken door JB Blanc.